# HARP ON MOUTH SEXTET
HARP ON MOUTH SEXTET（ハープオンマウスセクステット）は日本のバンド。京都在住。
その音楽性から「エレクトロニカ雅楽バンド」と称されている。
6名の女性ハーモニカ奏者とRUBYORLA（指揮、ライブPA）、およびARTHAND（パーカッション）の計8名からなる電子音楽プロジェクトである。

## 概要
テノリオン奏者として活動している京都の電子音楽家RUBYORLA（ルビオラ）を中心とし、日本の伝統音楽を伝統和楽器をまったく用いず独自の手法で演奏する電子音楽プロジェクト。2000年に結成。
バンド名は結成当時は口琴を使って演奏する6人組であったことと、サハ共和国の金属口琴を意味するホムスという言葉をもじって
Harp On Mouth Sextet（HOMS→ホムス）と名づけられた。
メンバーは、RUBYORLA（Live PA＆Conduct）と関西が誇るパーカッショニストのARTHAND（PERC.Wavedrum)、6名の女性ハーモニカ隊からなる計8名。
音楽的な最大の特徴は西洋の音階に配列されたハーモニカを東洋の音階用に改造（プリペアド）することにより、笙にも似た独特の倍音効果を生み出していて、現代音楽やミニマルミュージックにも通じる音楽性を持っている。
顔を見せない平安時代の壷装束を模した白装束の衣装を着用。結成後2回目のライブにしてROVOのツアー大阪公演のフロントアクトを務めた。
フジロックフェスティバル '09 に出演した。

## ディスコグラフィー

### アルバム
- SUMMER OF SAKHA（2000年）
- 騒雅楽塊 ～ハーモニカ雅楽の調べ～（2002年）
- 銀盤四季調（2006年）
- SOUND GARDEN ～我田音彩～（2008年）
- 襲乃音色（2010年）

### 参加作品
- TENSION AND RELAXATION EP（2000年、V.A.）
- S・P・I・C・E（2003年、V.A.）